# Герман Рауве
Герман Рауве (нід. Herman Rouwé, 20 січня 1943) — нідерландський академічний веслувальник.
Бронзовий призер Олімпійських Ігор 1964 року в складі розпашної двійки зі стерновим, учасник 1968 року.